# Kareem Abdul-Jabbar Award
Kareem Abdul-Jabbar Center of the Year Award – coroczna nagroda przyznawana przez Koszykarską Galerię Sław im. Jamesa Naismitha najlepszemu koszykarzowi akademickiemu, występującemu na pozycji środkowego. Po raz pierwszy została przyznana w 2015 roku podczas inauguracyjnej gali College Basketball Awards. Otrzymała imię trzykrotnego mistrza NCAA Division I, laureata NCAA Division I MOP Award oraz Krajowego Zawodnika Roku – Kareema Abdul-Jabbara. Pierwszym zwycięzcą został Frank Kaminsky.

## Laureaci
| *            | Nagrodzeni tytułem Krajowego Akademickiego Koszykarza Roku: im. Naismitha lub John R. Wooden Award |
| Zawodnik (X) | Cyfra w nawiasie oznacza liczbę nagród, uzyskanych przez tego samego zawodnika                     |
| Freshman     | koszykarz I roku                                                                                   |
| Sophomore    | Koszykarz II roku                                                                                  |
| Junior       | koszykarz III roku                                                                                 |
| Senior       | Koszykarz IV roku                                                                                  |

| Sezon   | Zawodnik             | Uczelnia   | Status    |
| ------- | -------------------- | ---------- | --------- |
| 2014–15 | Frank Kaminsky       | Wisconsin  | Senior    |
| 2015–16 | Jakob Pöltl          | Utah       | Sophomore |
| 2016–17 | Przemysław Karnowski | Gonzaga    | Senior    |
| 2017–18 | Ángel Delgado        | Seton Hall | Senior    |
| 2018–19 | Ethan Happ           | Wisconsin  | Senior    |
| 2019–20 | Luka Garza           | Iowa       | Junior    |
| 2020–21 | Luka Garza* (2)      | Iowa       | Senior    |
| 2021–22 | Oscar Tshiebwe*      | Kentucky   | Junior    |
| 2022–23 | Zach Edey*           | Purdue     | Junior    |
| 2023–24 | Zach Edey* (2)       | Purdue     | Senior    |
| 2024–25 | Ryan Kalkbrenner     | Creighton  | Graduate  |